# 1649.
◄ | 16. stoljeće | 17. stoljeće | 18. stoljeće | ►
◄ | 1610-ih | 1620-ih | 1630-ih | 1640-ih | 1650-ih | 1660-ih | 1670-ih | ►
◄◄ | ◄ | 1646. | 1647. | 1648. | 1649. | 1650. | 1651. | 1652. | ► | ►►
Arhitektura • Astronomija • Glazba • Kazalište • Kiparstvo • Knjige • Književnost • Kršćanstvo • Medicina • Politika • Pravo • Promet • Slikarstvo • Znanost

## Događaji
- Engleski građanski rat: kralj Karlo I. je osuđen za veleizdaju i pogubljen, a Engleskom je zavladao Oliver Cromwell. Kraljev sin Karlo II. je pokušao postati kralj, ali neuspješno. Engleska je postala republika.
- Talijanski grad Castro uništila je vojska pape Inocenta X., te se tako završio Rat za Castro
- 8. lipnja – početak epidemije kuge u Šibeniku

## Rođenja
- 12. siječnja – Jacques Carrey, francuski slikar († 1726.)
- 30. siječnja – Lionel Tollemache, engleski plemić i grof od Dystarda († 1727.)
- 11. veljače – William Carstares, škotski ministar († 1715.)
- 11. travnja – Frederika Amalija Danska, danska princeza, vojvotkinja od Holsten-Gottorpa i kćer kralja Fridrika III. (+ 1704.)
- 23. srpnja – Klement XI., papa (+ 1721.)
- 3. listopada – Franz Mozart, njemački slobodni zidar i djed Wolfganga Amadeusa Mozarta (+ 1693.)
- 2. studenog – Esme Stewart, vojvoda od Richmonda i sin Jamesa Stewarta, odanog sluge kralja Karla I. (+ 1660.)
- 24. studenog – John Holwell, engleski matematičar i astrolog (+ 1680.)

## Smrti
- 30. siječnja – Karlo I., engleski kralj (* 1600.)[1]
- 23. veljače – Elizabeta Magdalena, njemačka plemkinja i vojvotkinja od Pomorja (* 1580.)
- 30. lipnja – Simon Vouet, francuski slikar (* 1590.)
- 25. kolovoza – Thomas Shepard, američki ministar (* 1605.)
- 27. kolovoza – Katarina Branderburška, princeza od Transilvanije (* 1604.)

## Vanjske poveznice
|  | Zajednički poslužitelj ima još gradiva o temi 1649. |